# 斯坦尼斯瓦夫·“雷维拉”·波托茨基
斯坦尼斯瓦夫·波托茨基（波蘭語：Stanisław Potocki，约1589年－1667年2月27日），绰号“雷维拉”（Rewera），波兰立陶宛联邦贵族、军事家。在大洪水时代期间，他与斯特凡·恰尔涅茨基通力合作，为击退瑞典及俄罗斯入侵军作出了重大贡献。他也是扬·卡齐米日国王最为信任的顾问之一。

## 生平
斯坦尼斯瓦夫·波托茨基的父亲安杰伊·波托茨基曾担任卡缅涅茨-波多利斯基城主。自1602年起，波托茨基开始出国留学，先后就读于巴塞尔、萊頓等地。1612年，他参加了由其叔叔斯特凡领导的摩尔达维亚远征。随后，1617年至1618年间，他又参与了波俄战争。1624年，他在斯坦尼斯瓦夫·科涅茨波尔斯基麾下参加了马丁诺战役，与鞑靼人作战，大获全胜。1625年，他参与了针对哥萨克的平叛行动。1626年，波兰与瑞典之间爆发战争，波托茨基再度参战。其间，1629年，他指挥联邦军队参加古日诺战役，以失败告终。在这一时期，他相继担任卡缅涅茨-波多利斯基城主（1628年）、布拉茨瓦夫省总督（1631年）、波多尔省总督（1636年）等职务。1630年，塔拉斯·费多罗维奇率领哥萨克发动起义，他再次参与平叛。
1632年，波托茨基在国王选举中代表布拉茨瓦夫省支持瓦迪斯瓦夫四世。1641年和1643年，他两度当选常驻参议员。1648年，他代表波多尔省支持扬·卡齐米日担任波兰国王。
赫梅利尼茨基起义期间，波托茨基指挥联邦军队，与哥萨克和俄罗斯军队作战，并相继参与了兹博里夫战役、别列斯特赫科战役等重要战役。1652年，他被任命为波兰王国前线盖特曼，仅两年后，他就再次被擢升为波兰王国大盖特曼。1655年，他在奥赫马蒂夫战役中战胜了俄罗斯和哥萨克军队，同年被任命为基辅省总督。瑞典入侵波兰后，波托茨基继续在东线作战，但因为在戈羅多克败于俄军，因此被迫向瑞典国王卡爾十世·古斯塔夫投降。1656年，他与斯坦尼斯瓦夫·兰茨科龙斯基共同组建泰绍采联邦，并脱离瑞典。自此以后，他开始率领军队逐渐反攻，起初只指挥他自己的部队，后来开始指挥整个联邦军队。在1656年的华沙战役中，他负责指挥波兰军队的右翼。1657年7月20日，他连同斯特凡·恰尔涅茨基和耶日·塞巴斯蒂安·卢博米尔斯基，在黑岛战役中击败了乔治二世·拉科奇的军队。1660年，波托茨基领导的波军相继在柳巴爾和丘德尼夫击败由瓦西里·鲍里索维奇·谢列梅捷夫指挥的俄军。1661年，他从法国国库中获得6,000里弗尔。1665年，耶日·塞巴斯蒂安·卢博米尔斯基发动叛乱，波托茨基率军平叛，但在琴斯托霍瓦被叛军击败，这也是他参加的最后一场战役。
1667年2月27日，波托茨基在利沃夫逝世，葬于波德蓋齊圣三一教堂的地下墓室。

## 个人生活
波托茨基曾有过两次婚姻，育有三子两女。其子安杰伊·波托茨基曾任波兰王国前线盖特曼，费利克斯·卡齐米日·波托茨基则曾担任波兰王国大盖特曼。
波托茨基原为波兰归正教会成员，后在其第一任妻子及耶稣会士的影响下皈依天主教。
由于波托茨基经常使用拉丁语短语re vera（意为“事实上”），因此其得到了“雷维拉”的绰号。

## 后世纪念
1662年，安杰伊·波托茨基为纪念其父亲，在波庫蒂亞建造了斯坦尼斯瓦沃夫城（波蘭語：Stanisławów，今伊万诺-弗兰科夫斯克）。